# Internationale Friedensfahrt 1953
Die 6. Internationale Friedensfahrt (Course de la paix) war ein Radrennen, das vom 2. bis 17. Mai 1953 als Etappenrennen in der Tschechoslowakei, der DDR und in Polen ausgetragen wurde. Die Einzelwertung gewann Christian Pedersen aus Dänemark, in der Mannschaftswertung ging zum ersten Mal die DDR als Sieger hervor.

## Teilnehmer
An der Friedensfahrt beteiligten sich 16 Mannschaften mit insgesamt 93 Fahrern. Erstmals nahmen Teams aus Norwegen und Schweden teil. Gegenüber dem Vorjahr fehlten Fahrer aus Albanien, Italien und aus den Niederlanden. Von den drei erstplatzierten Fahrern der 1952er Friedensfahrt war keiner am Start. Das Fahrerfeld wurde von folgenden Mannschaften gebildet:
| - Belgien - Bulgarien - Dänemark - DDR - England - Finnland - Frankreich - Polen | - Rumänien - Norwegen - Österreich - Schweden - Triest - Tschechoslowakei (ČSR) - Ungarn - in Frankreich lebende Polen |

Für die DDR gingen folgende Fahrer an den Start: Paul Dinter, Lothar Meister I, Erich Schulz, Gustav-Adolf Schur, Bernhard Trefflich und Erich Zawadski.

## Streckenverlauf
Die Rundfahrt hatte eine Länge von 2231 Kilometern und war in 13 Etappen unterteilt. Zum ersten Mal wurde der Start nicht in einer Hauptstadt der ausrichtenden Länder vollzogen, sondern in der slowakischen Metropole Bratislava. Über Prag und Ost-Berlin führte die Tour nach Warschau. Auf der achten Etappe von Ost-Berlin nach Görlitz wurde mit 226 Kilometern die längste Strecke zurückgelegt, während die Schlussetappe von Łódź nach Warschau mit 139 Kilometern die kürzeste Distanz aufwies. Zwischen dem tschechischen Brno und der sächsischen Bezirkshauptstadt Karl-Marx-Stadt waren vier Bergetappen zu absolvieren. An den Grenzen zwischen der Tschechoslowakei und der DDR sowie zwischen der DDR und Polen gab es mit Děčín/Bad Schandau und Görlitz/Zgorzelec unterschiedliche Ziel- und Startorte.

## Rennverlauf

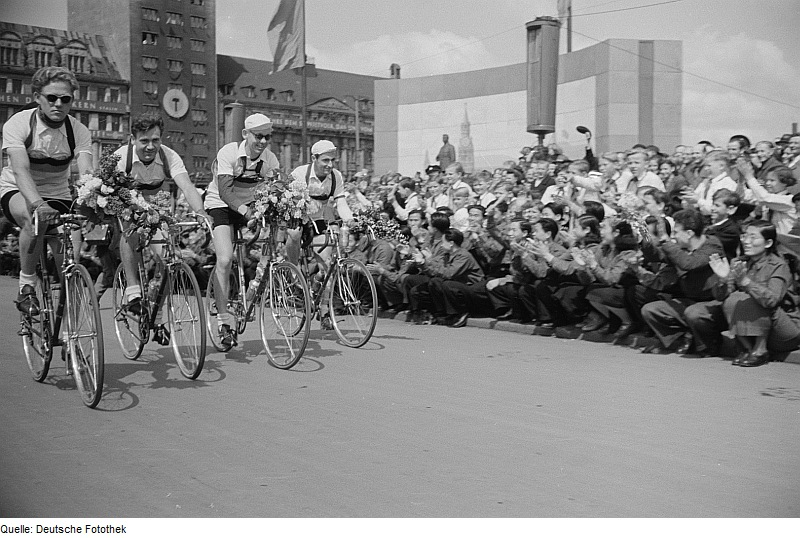
Die DDR-Mannschaft am Start in Leipzig

Die 6. Friedensfahrt litt unter extremen Wetterverhältnissen, bei kaltem Wetter hatten die Fahrer immer wieder mit Schneefällen zu kämpfen. Von den 93 gestarteten Fahrern kamen nur 38 am Zielort Warschau an. Unter den Ausgeschiedenen befanden sich auch die beiden DDR-Fahrer Schulz und Zawadski. Die Tour entwickelte sich zu einem Zweikampf zwischen den Mannschaften der DDR und aus Dänemark. Die Dänen hatten mit Christian Pedersen, Hans Edmund Andresen und Finn Thygesen ein starkes Trio am Start und stellten mit Pedersen auch den Toursieger. Ab der sechsten Etappe wechselte das Gelbe Trikot des Spitzenreiters nur noch zwischen Pedersen und seinem Teamkollegen Andresen, ehe nach dem achten Tagesabschnitt Pedersen endgültig die Spitzenposition einnahm. Die Blauen Trikots der Mannschaftsbesten trugen die Dänen von der dritten bis zur elften Etappe, nur kurz für einen Tag durch die Engländer unterbrochen. Die DDR lag noch nach dem neunten Renntag 21:17 Minuten hinter den Dänen an zweiter Stelle, startete dann aber eine furiose Aufholjagd. Bereits auf der zehnten Etappe konnten 20:25 Minuten aufgeholt werden, und am nächsten Tag wurden den Dänen über drei Minuten abgenommen, die dadurch auf Rang zwei zurückfielen. Am Ziel in Warschau hatte die DDR-Mannschaft schließlich einen Vorsprung von 2:41 Minuten. Bester DDR-Fahrer wurde der Magdeburger Gustav-Adolf Schur, der hinter den beiden Dänen den dritten Platz erreichte. Der Karl-Marx-Städter Bernhard Trefflich errang in Görlitz den ersten Etappensieg für die DDR. Die schwierigen Witterungsbedingungen sorgten auch für ungewöhnlich große Zeitabstände in der Endwertung. Schur hatte bereits einen Rückstand von 5:15 Minuten zum Spitzenreiter. Der Bulgare Kozew lag als Zehnter 28:45 Minuten zurück.
| Etappe | Start – Ziel                   | Etappen- länge | Etappensieger                          | Zeit (h) | km/h |
| 01.    | Bratislava – Brünn             | 166 km         | Albert Eloot (Belgien)                 | 4:24:26  | 37,6 |
| 02.    | Brünn – Prag                   | 224 km         | Christian Pedersen (Dänemark)          | 6:08:27  | 36,7 |
| 03.    | Prag – Karlsbad                | 173 km         | Franz Deutsch (Österreich)             | 4:45:19  | 36,5 |
| 04.    | Karlsbad – Děčín               | 160 km         | Vlastimil Ružička (ČSR)                | 4:21:07  | 36,9 |
| 05.    | Bad Schandau – Karl-Marx-Stadt | 195 km         | Bojan Kozew (Bulgarien)                | 6:15:38  | 31,3 |
| 06.    | Karl-Marx-Stadt – Leipzig      | 187 km         | Miroslav Málek (ČSR)                   | 5:37:32  | 33,4 |
| 07.    | Leipzig – Ost-Berlin           | 198 km         | Hans Andresen (Dänemark)               | 5:40:11  | 35,3 |
| 08.    | Ost-Berlin – Görlitz           | 226 km         | Bernhard Trefflich (DDR)               | 5:54:37  | 38,4 |
| 09.    | Zgorzelec – Breslau            | 165 km         | Stanisław Królak (Polen)               | 4:14:47  | 39,2 |
| 10.    | Breslau – Kattowitz            | 193 km         | Mieczysław Wilczewski (Polen)          | 5:04:52  | 38,2 |
| 11.    | Kattowitz – Łódź               | 206 km         | Alexandre Pawlisiak (Frankreich/Polen) | 5:30:16  | 37,4 |
| 12.    | Łódź – Warschau                | 139 km         | Stanisław Królak (Polen)               | 3:21:39  | 41,7 |

## Endresultate
| Einzelwertung | Einzelwertung         | Einzelwertung    | Einzelwertung |
| ------------- | --------------------- | ---------------- | ------------- |
|               | Fahrer                | Mannschaft       | Zeit          |
| 01.           | Christian Pedersen    | Dänemark         | 62:41:12 h    |
| 02.           | Hans Andresen         | Dänemark         | + 2:45 min    |
| 03.           | Gustav-Adolf Schur    | DDR              | + 5:15 min    |
| 04.           | Bernhard Trefflich    | DDR              | + 7:50 min    |
| 05.           | Aleksander Pavlisiak  | Frankreich/Polen | + 11:30 min   |
| 06.           | Franz Deutsch         | Österreich       | + 18:35 min   |
| 07.           | Louis van Schil       | Belgien          | + 18:38 min   |
| 08.           | Stanisław Królak      | Polen            | + 25:21 min   |
| 09.           | Christian Radigon     | Frankreich       | + 28:29 min   |
| 10.           | Bojan Kozew           | Bulgarien        | + 28:45 min   |
| 11.           | Mieczysław Wilczewski | Polen            | + 36:14 min   |
| 12.           | Lothar Meister I      | DDR              | + 39:58 min   |
| 13.           | Finn Thygesen         | Dänemark         | + 41:33 min   |
| 14.           | Jacques Rebry         | Belgien          | + 52:56 min   |
| 15.           | Stanley Jones         | England          | + 58:56 min   |
| …             |                       |                  |               |
| 28.           | Paul Dinter           | DDR              | + 2:13:32 h   |
| …             |                       |                  |               |
| 38.           | Max Bulla             | Österreich       | + 12:45:29    |

| Mannschaftswertung | Mannschaftswertung                                                      | Mannschaftswertung | Mannschaftswertung |
| ------------------ | ----------------------------------------------------------------------- | ------------------ | ------------------ |
|                    | Mannschaft                                                              | Zeit               |                    |
| 01.                | DDR                                                                     | 188:14:15 h        |                    |
| 02.                | Dänemark                                                                | + 2:41 min         |                    |
| 03.                | Frankreich/Polen                                                        | + 18:56 min        |                    |
| 04.                | Tschechoslowakei                                                        | + 1:32:43 h        |                    |
| 05.                | Bulgarien                                                               | + 1:46:33 h        |                    |
| 06.                | Polen                                                                   | + 3:19:11 h        |                    |
| 07.                | Österreich                                                              | + 3:53:44 h        |                    |
| 08.                | Frankreich                                                              | + 4:14:49 h        |                    |
| 09.                | Rumänien                                                                | + 12:35:04 h       |                    |
|                    | ausgeschieden: Belgien England Finnland Norwegen Schweden Ungarn Triest |                    |                    |

## Fahrerdaten
1. ↑  Albert Eloot
  - 1953 – Sieger Gent–Ypern →